# چهارده‌ضلعی
| چهارده‌ضلعی منتظم                     | چهارده‌ضلعی منتظم                                                               |
| ------------------------------------ | ------------------------------------------------------------------------------ |
| یک چهارده‌ضلعی منتظم                  |                                                                                |
| اضلاع و رأس‌ها                        | ۱۴                                                                             |
| نماد اشلفلی                          | {۱۴}                                                                           |
| مساحت (با طول ضلع {\displaystyle a}) | {\displaystyle {\frac {14}{4}}a^{2}\cot {\frac {\pi }{14}}\simeq 15.3345a^{2}} |
| زاویه داخلی (درجه)                   | {\displaystyle \approx 154.2857}                                               |

در هندسه، چهارده‌ضلعی (به انگلیسی: Tetradecagon)، یک چندضلعی با چهارده ضلع است.

## چهارده‌ضلعی منتظم
یک چهارده‌ضلعی منتظم دارای ضلع‌ها و زاویه‌های داخلی برابر است. اندازهٔ زاویه‌های داخلی هر رأس آن، در حدود ۱۵۴٫۲۸ درجه بوده و مساحت آن با استفاده از رابطهٔ زیر بدست می‌آید:
{\displaystyle A={\frac {14}{4}}a^{2}\cot {\frac {\pi }{14}}\simeq 15.3345a^{2}}
چهارده‌ضلعی منتظم در برخی از سکه‌های یادبود طلا و نقره مالزی، به عنوان نماینده ۱۴ ایالت این کشور به‌کار رفته است.

## ترسیم چهاره‌ضلعی منتظم
یک چهارده‌ضلعی منتظم با استفاده از خط‌کش و پرگار، به‌صورت دقیق قابل ترسیم نیست.
پویانمایی زیر، یک روش تقریبی با دقت حدود ۰٫۰۵درجه برای رسم چهارده‌ضلعی منتظم را نشان می‌دهد: